# Philipp Braun (Pädagoge)
Philipp Braun (* 24. Dezember 1844 in Fulda; † 15. Januar 1929 in Hanau) war ein deutscher Altphilologe und Schulleiter.

## Leben
Philipp Braun war einer der Söhne des kurhessischen Gerichtsaktuars Konrad Braun in Fulda. Sein ältester Bruder war Wunibald Braun, der Mitgründer der Firma Hartmann & Braun. Der Physiker und Nobelpreisträger Ferdinand Braun war ein jüngerer Bruder.
Er besuchte das Domgymnasium Fulda bis zum Abitur Ostern 1863 und studierte Klassische Philologie an den Universitäten Göttingen, Marburg und München. Er wurde Mitglied des Corps Hannovera Göttingen und des Corps Teutonia zu Marburg. Das Examen legte er 1867 in Marburg ab, wo er 1869 auch zum Dr. phil. promoviert wurde. Sein Probejahr als Lehrer leistete er an seiner alten Schule in Fulda ab, wo er 1869 auch seine erste ordentliche Lehrerstelle als „sechster Lehrer“ erhielt. 1875 wurde Braun an das Gymnasium Philippinum in Marburg versetzt und dort 1878 zum Oberlehrer befördert. Von Ostern 1880 bis Ostern 1881 wurde er für eine Studienreise nach Italien und Griechenland beurlaubt. 1884 wurde Braun an das Gymnasium Philippinum Weilburg versetzt. Im April 1888 wurde er in sein letztes Amt als Direktor der Hohen Landesschule, damals Königliches Gymnasium, in Hanau eingeführt und war bis zum Ruhestand 1919 Leiter dieser Schule. In dieser Zeit verfasste er zahlreiche Veröffentlichungen zur Geschichte der Hohen Landesschule. 1913 erhielt er den Titel eines Geheimen Studienrats verliehen.
Philipp Braun war mit Marie Scheel aus Drammen verheiratet und hatte mit ihr zwei Töchter. Eine der Töchter war Franziska Braun.